# Battlefield 4
Battlefield 4 este un joc video Shooter first-person dezvoltat de dezvoltatorul de jocuri video EA DICE și publicat de Electronic Arts . Este o continuare a jocului Battlefield 3 din 2011 și a fost lansat în octombrie 2013 pentru Microsoft Windows, PlayStation 3 și Xbox 360 ; apoi mai târziu în noiembrie pentru PlayStation 4 și Xbox One . 
Battlefield 4 a fost primit cu critici pozitive. A fost lăudat pentru modul său multiplayer, jocul și grafica, dar a fost criticat și pentru modul său  de campanie scurt și superficial  și pentru numeroasele bug-uri și  glitch-uri din multiplayer. A fost un succes comercial,  fiind vandut in peste 7 milioane de exemplare. 

## Linkuri externe
- Site web oficial
- Battlefield 4 la Internet Movie Database